# مری استوارت مسترسون
مری استوارت مسترسون (انگلیسی: Mary Stuart Masterson; ۲۸ ژوئن ۱۹۶۶) هنرپیشه اهل ایالات متحده آمریکا است. وی از سال ۱۹۷۵ میلادی تاکنون مشغول فعالیت بوده‌است.
از فیلم‌هایی که وی در آن‌ها نقش داشته‌است، می‌توان خانواده فوری (۱۹۸۹)،بنی و جون (۱۹۹۳)، دختران بد (۱۹۹۴)، زندانیان بهشت (۱۹۹۶)، بستری از گل‌های رز (۱۹۹۶)، حفاری به چین (۱۹۹۷) و پوست (۲۰۱۸) را نام برد.